# Дездемона (спутник)
Существует также астероид под названием (666) Дездемона.
Дездемона (англ. Desdemona) — спутник планеты Уран. Была открыта 13 января 1986 года по снимкам, сделанным аппаратом «Вояджер-2», и получила временное обозначение S/1986 U 6. Названа по имени персонажа из пьесы Шекспира «Отелло». Также обозначается как Уран X.
Дездемона принадлежит к группе Порции, которая также включает в себя Бианку, Крессиду, Джульетту, Порцию, Розалинду, Купидона, Белинду и Пердиту. У этих спутников схожие орбиты и фотометрические свойства.
За исключением орбиты, радиуса в 34 км и геометрического альбедо 0,08, о Дездемоне практически ничего не известно.
На снимках, переданных «Вояджером-2», Дездемона выглядит как продолговатый объект, направленный своей главной осью на Уран. Соотношение её поперечного размера к продольному составляет 0,6 ± 0,3. Поверхность имеет серый цвет.
Согласно исследованиям, Дездемона может столкнуться с Крессидой или Джульеттой через 4—100 млн лет.